# University of California
University of California (forkortet UC) er et system af offentlige universiteter i Californien, USA, der administreres samlet af en fælles bestyrelse (Regents). UC blev grundlagt i 1868 i Oakland, og består i dag af følgende universiteter
- University of California, Berkeley (UC Berkeley) i Berkeley.

- University of California, Davis (UC Davis), i Davis.
- University of California, Irvine (UCI) i Irvine.
- University of California, Los Angeles (UCLA) i Los Angeles.
- University of California, Merced (UC Merced) i Merced.
- University of California, Riverside (UCR) i Riverside.
- University of California, San Diego (UCSD) i San Diego.
- University of California, San Francisco (UCSF) i San Francisco.
- University of California, Santa Barbara (UCSB) i Santa Barbara.
- University of California, Santa Cruz (UCSC) i Santa Cruz.

De ældste af disse universiteter er oprettet som campus-områder til det oprindelige UC, som fra 1873 lå i Berkeley. De har så hen ad vejen fået status af egentlige universiteter.
University of California, Hastings College of the Law er juridisk tilknyttet UC, men har sin egen bestyrelse.